# Alain Dodier
Pour les articles homonymes, voir Dodier.
Alain Dodier est un scénariste et dessinateur de bande dessinée, français, né le 2 mai 1955 à Dunkerque. Il est notamment connu pour sa série Jérôme K. Jérôme Bloche.

## Biographie
Alain Dodier naît le 2 mai 1955 à 1 heure du matin à Dunkerque (France). Dodier est un autodidacte de la bande dessinée. Après ses études, il devient facteur et dessine de petites BD qu’il envoie à des fanzines. C’est ainsi qu’en 1973, il publie un récit court en six planches dans le fanzine Falatoff.
De 1975 à 1976, il publie deux « cartes blanches » en deux pages dans le journal Spirou.
De 1977 à 1979, pour le magazine Pistil, il publie deux séries de gags en une planche : Janotus, agent spécial et Marty et Titine.

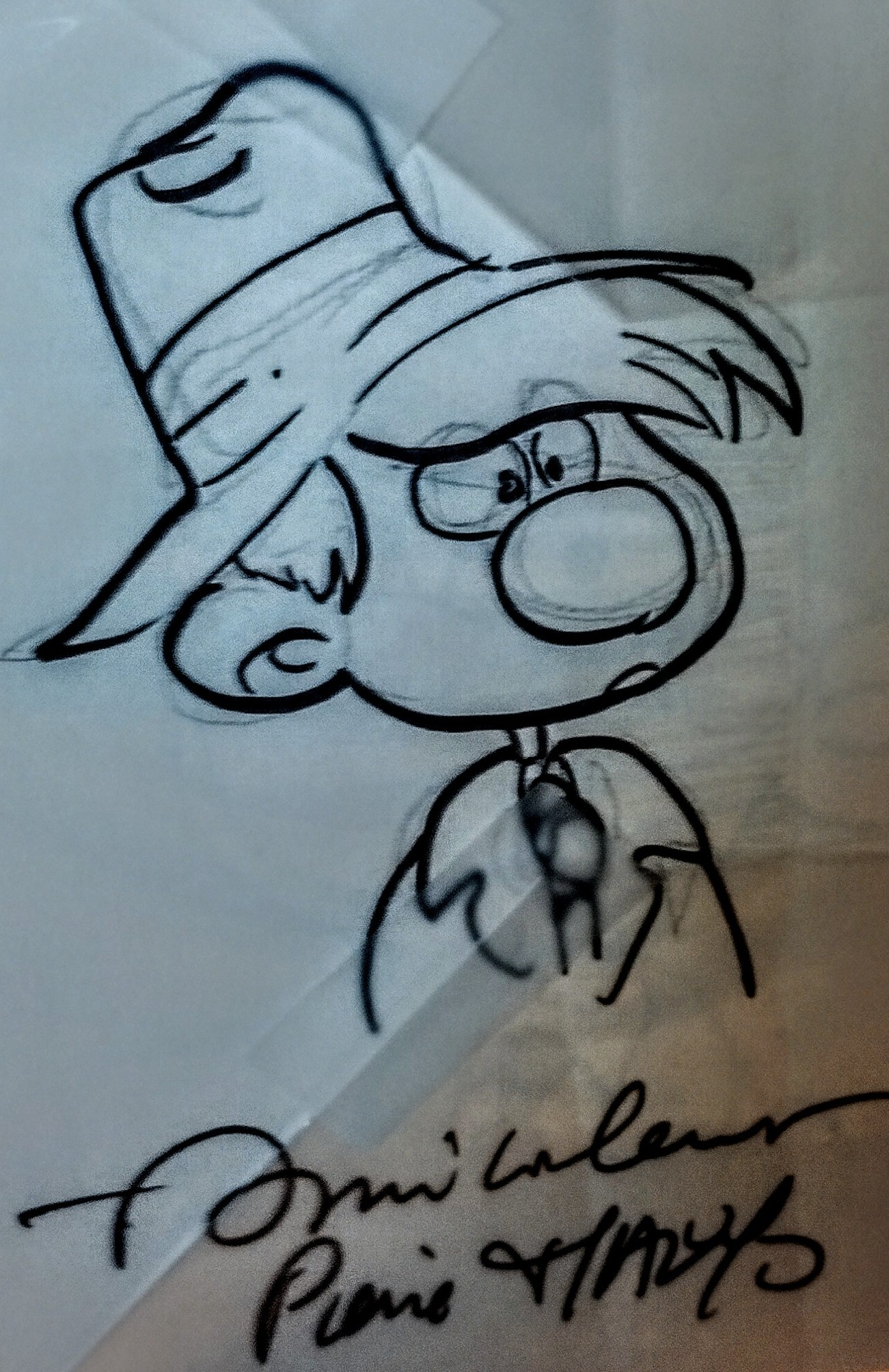
Dessin original de l'Inspecteur Pijannot tiré du livre Pjiannot à l'école par Pierre Makyo.

De 1980 à 1981, il publie dans le magazine Djin deux histoires en cinq pages de Suzy la petite fourmi et dans le journal Tintin, Léopold et Capucine, un court récit de six planches. Parallèlement, Alain Dodier imagine l’inspecteur Pijannot, prototype de Jérôme. Ce héros finira par être publié dans Spirou en 1987, dans le cadre d’un mini-récit.
Sa carrière professionnelle prend un nouvel essor lorsque, en 1981, il cosigne avec Makyo les premières aventures de Gully, dans Mercredi. Il les poursuivra dans le journal Spirou deux ans plus tard, après la disparition de Mercredi. Cette série connaîtra cinq albums.
C’est en 1982, qu’il crée sa série la plus connue, Jérôme K. Jérôme Bloche, pour le journal Spirou, avec Makyo et Serge Le Tendre. Makyo scénarise seul le troisième et le cinquième album. Entre-temps, Dodier assume seul le quatrième album et depuis, il dessine et scénarise seul cette série, dont il publie un album en moyenne tous les un an et demi. Sa fille Caroline Dodier, née le 23 février 1999, apparaît dans certains albums.
En 2008, après avoir sorti le tome 20 de Jérôme K. Jérôme Bloche, il fait la surprise de pré-publier dans Spirou une sixième aventure de Gully, toujours sur un scénario de Pierre Makyo. L'album sort aux éditions Dupuis, mais ne sera pas suivi par d'autres.
En 2010, Alain Dodier remporte le prix de la série au Festival international de la bande dessinée d'Angoulême pour Jérôme K. Jérôme Bloche.

## Publications

### Ses séries les plus connues
- Gully, scénario de Pierre Makyo, Dupuis.

1. Les Aventures de Gully, 1985 ; rééd. : Le petit mélancolique, 1988
2. Le Pays des menteurs, 1986, rééd. 1989
3. Le Poisson bleu, 1987 ; rééd. 1989
4. Le Petit Prince et les agressicotons, 1988
5. Bella et Ouisti, 1990
6. Les Vengeurs d'injures, 2008

- Jérôme K. Jérôme Bloche (29 albums)

### Divers
- Janotus, œuvre de jeunesse parue dans Pistil, rééditée par Loup en 2004
- Pijannot à l'école, 1987, réédité par Loup en 2003
- Pochette de l'album CD "Mets les Prout ou j'tue l'chien !" des Prout en 2009

## Récompenses
- 1985 :  Prix Saint-Michel du public pour Les Êtres de papier (Jérôme K. Jérôme Bloche, t. 2), avec Makyo et Serge Le Tendre
- 1997 :  Alph-Art jeunesse 9-12 ans au festival d'Angoulême pour Jérôme K. Jérôme Bloche, t. 11 : Le Cœur à droite
- 2010 :  Prix de la série au festival d'Angoulême pour Jérôme K. Jérôme Bloche
- 2018 :  prix Diagonale de la meilleure série pour Jérôme K. Jérôme Bloche[3]